# Condado de Perry (Arkansas)
O Condado de Perry é um dos 75 condados do estado americano do Arkansas. A sede do condado é Perryville.
O condado possui uma área de 1 450 km² (dos quais 18 km² estão cobertos por água), uma população de 10 209 habitantes, e uma densidade populacional de 7 hab/km² (segundo o censo nacional de 2000).
O condado foi fundado em 18 de dezembro de 1840.